# 巴勒斯坦国家安全部队
巴勒斯坦国家安全部队（阿拉伯语：‎）是巴勒斯坦自治政府下轄的準軍事組織。 該組織於奧斯陸協議签署後的1994年成立，並且一直在巴勒斯坦飛地內活动。截至2007年，巴勒斯坦国家安全部队总兵力为42,000人。

## 背景
根據奥斯陆协议，巴勒斯坦民族权力机构有權建立准軍事組織，但不能創建军队，而且准軍事組織的规模、结构、军备都受到嚴格規定。以色列有權审查准軍事組織成員的背景，并阻止不符合要求的人員參加准軍事組織。然而这些规定并未得到嚴格执行，所以截至2002年，巴勒斯坦国家安全部队的实际规模和装备數量都超出了奥斯陆协议的規定。 

## 历史

### 早期历史
巴勒斯坦国家安全部队的前身是巴解组织的巴勒斯坦解放军。巴勒斯坦国家安全部队成立时，許多原巴勒斯坦解放军士兵加入巴勒斯坦国家安全部队。 

### 2007年法塔赫与哈马斯冲突
2007年，加沙地帶爆發衝突。法塔赫部署的巴勒斯坦國家安全部队在加沙地帶北部與哈马斯武裝作戰。最終法塔赫戰敗，並且从加沙地帶撤军。

### 2014年意大利-巴勒斯坦培训计划
意大利国防部和巴勒斯坦民族权力机构内政部签署协议，卡賓槍騎兵將負責培訓巴勒斯坦國家安全部队。2014年3月19日，卡賓槍騎兵來到杰里科，並在那裡培訓勒斯坦國家安全部队士兵。 